# 花燈

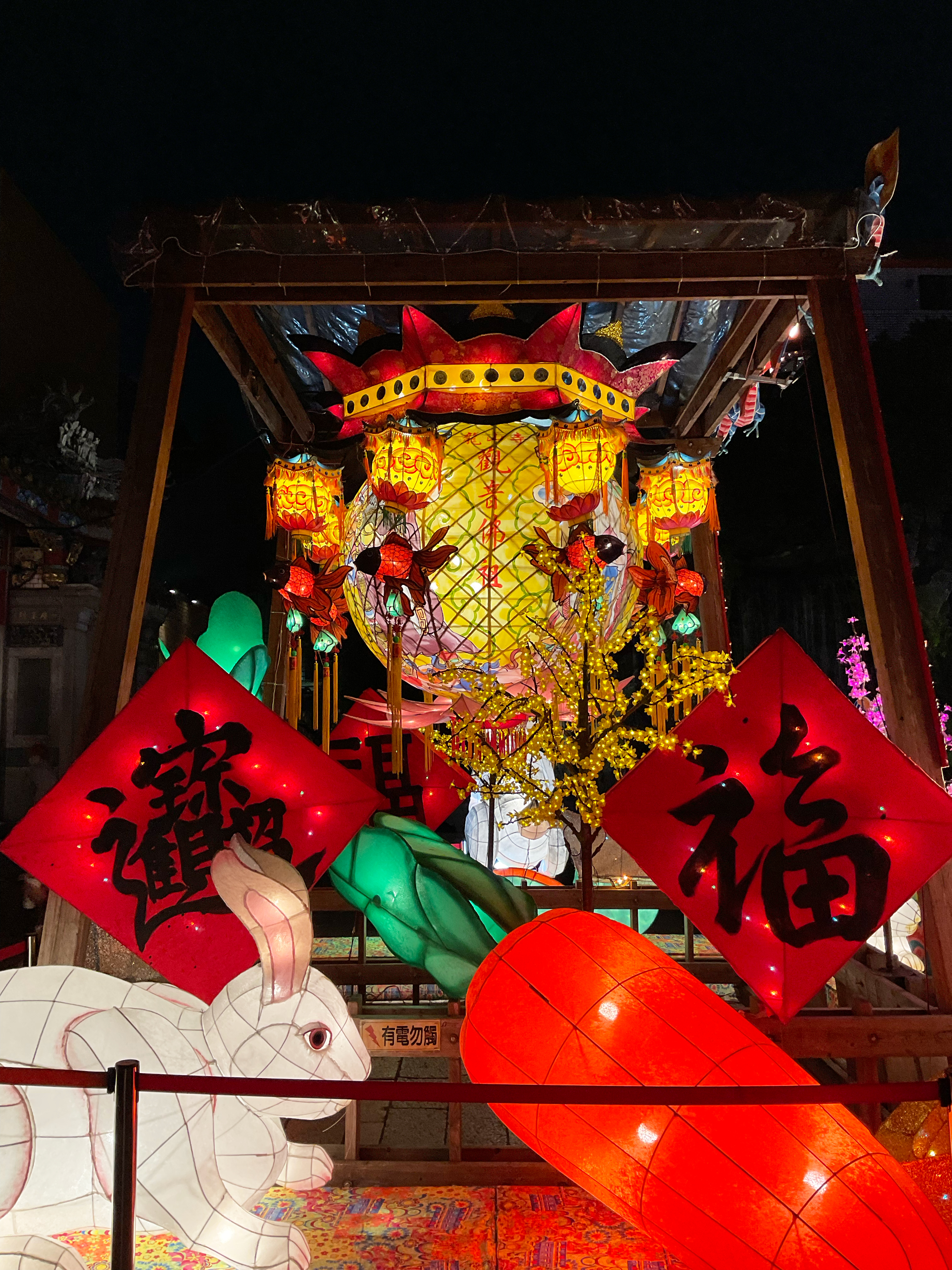
元宵花燈

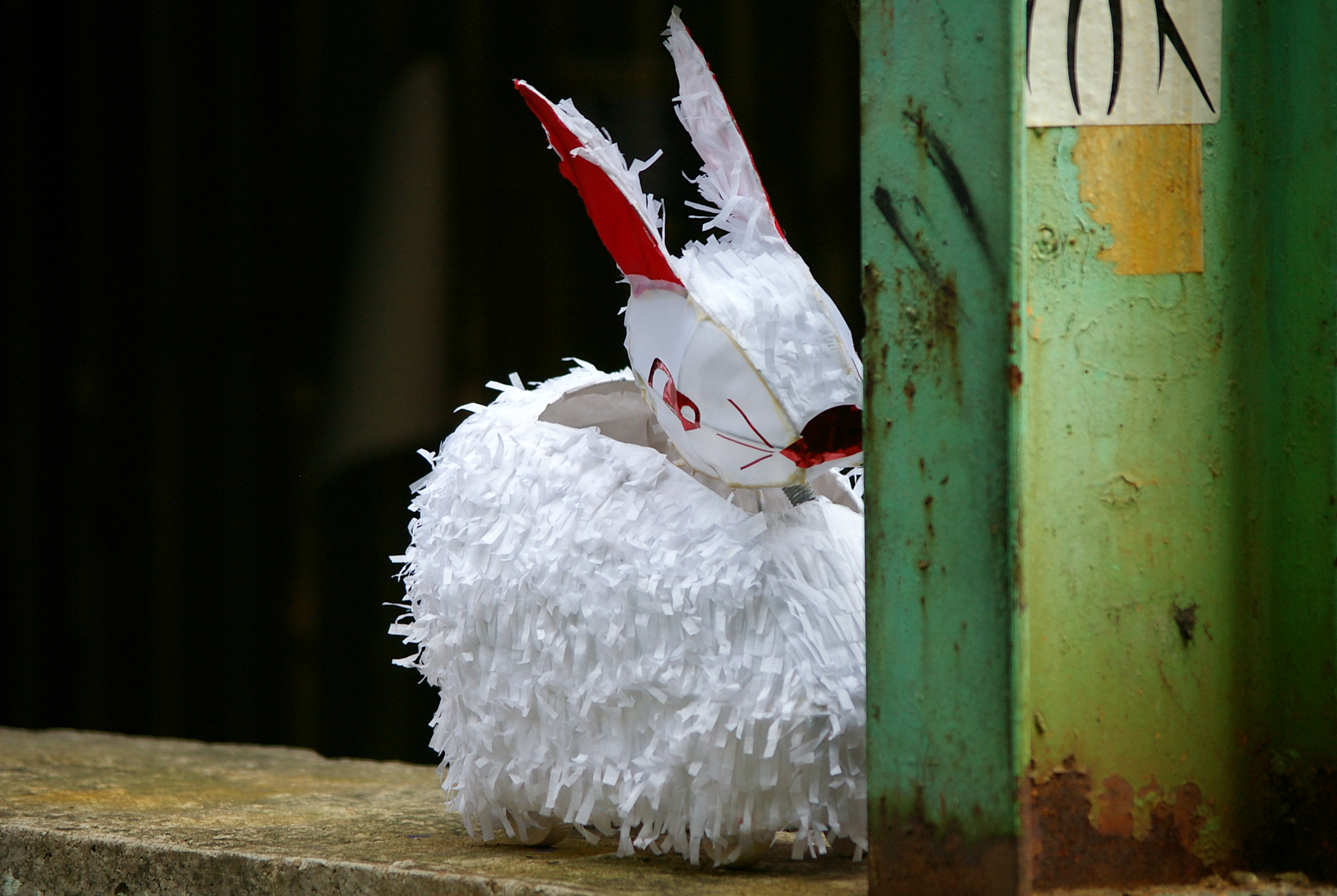
傳統兔子花燈

花燈，中華民國稱花燈，中華人民共和國稱燈彩或花燈。
花燈是燈籠的一種，花燈與燈籠的制作技術雖有相似之處，兩種卻是截然不同的藝術創作品，香港更將花燈列為非遺。
早期燈籠的主要作用為照明，花燈的主要作用為節日慶典的裝飾品。燈籠因為要照明，大部份要懸掛，像提燈一樣不能太重，所以在形體上沒有太大的變化，大多脫離不了宮燈的造型。花燈因為要在古代的節日慶典的裝飾品，且可以隨性創作，大多數的花燈創作都用焊接骨架來固定臺座，所以造型變化萬千。
花燈分為吊燈、座燈、壁燈、提燈等幾大類。近幾年來，花燈在世界各地被廣泛的使用，有的燈藝師將造型藝術運用在花燈創作上。有部份的國家將定期舉辦的花燈燈節 (中華民國)與觀光做結合。

## 花燈用途

### 節日慶典

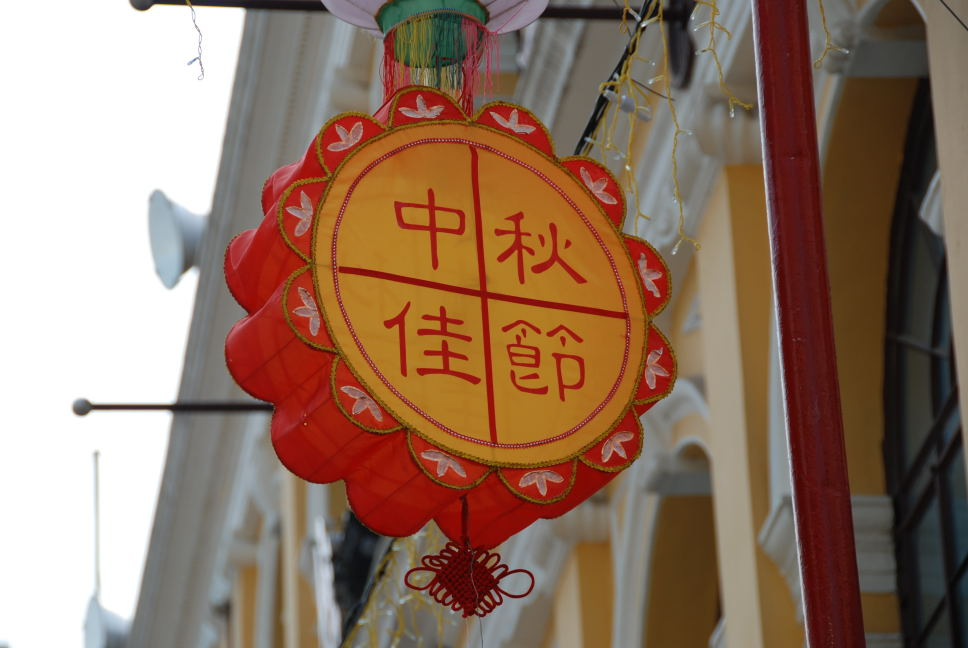
中秋節月餅造型花燈

在全世界的華人庆典中都有使用花燈，特別是在過年、元宵节、中秋节、燈節 (中華民國)等佳節期間。香港在每一年的過年期間都會有舞龍舞獅的表演，而舞龍舞獅表演中的獅頭就是花燈的其中一種表現。

### 藝術創作
部份的藝術家、燈藝師
、工藝師把做花燈升級為一種美學與藝術的創作，並在大型的展覽中展出。

### 工藝收藏
现在華人社会中，花燈的作用已经变成了一种收藏与欣赏的传统工艺品。許多花燈改LED作为光源。

### 培養耐心
花燈不僅是觀賞用，在製作的過程，可以磨煉製作者的耐心。在中華人民共和國與中華民國的部份國小、國中、高中或大學都有在教授學生花燈，以培養學生們的耐心。
此外，在中華民國的部份看守所內的收容人，被教授花燈的製作技術，其目的不僅是培養收容人的耐心，更是讓收容人出獄後有一技之長來養活自己。

### 街頭藝人
在中華民國，會做花燈的人可以去參加街頭藝人的考試，考過合格後，可以在街頭現場花燈創作，是一種合法的職業。

## 各國花燈

### 中華民國
在中華民國，以花燈為個人職業，並且作品受到業界肯定或在燈節 (中華民國)得過花燈比賽獎項的人，被一般大眾尊稱為燈藝師。
花燈在中華民國的曾經發生一些爭議，觀傳局長簡余晏邀請潮牌藝術家不二良跨界設計的2017年台北燈節花燈主燈小奇雞家族，被勞動部前主委王如玄批評元宵節傳統漸漸消失中。。燈藝師張秀琴說近年來台北燈節發包形式改變，燈藝師要製作３Ｄ模擬圖、成立公司等才能順利投標，工藝師縱有一身好技藝，卻根本進不了燈節。
舉辦燈會燈節是地方各縣市長們施政時民眾能感覺得到的明顯政蹟之一，因此近年來各縣市皆熱衷於舉辦燈會燈節。

### 中華人民共和國

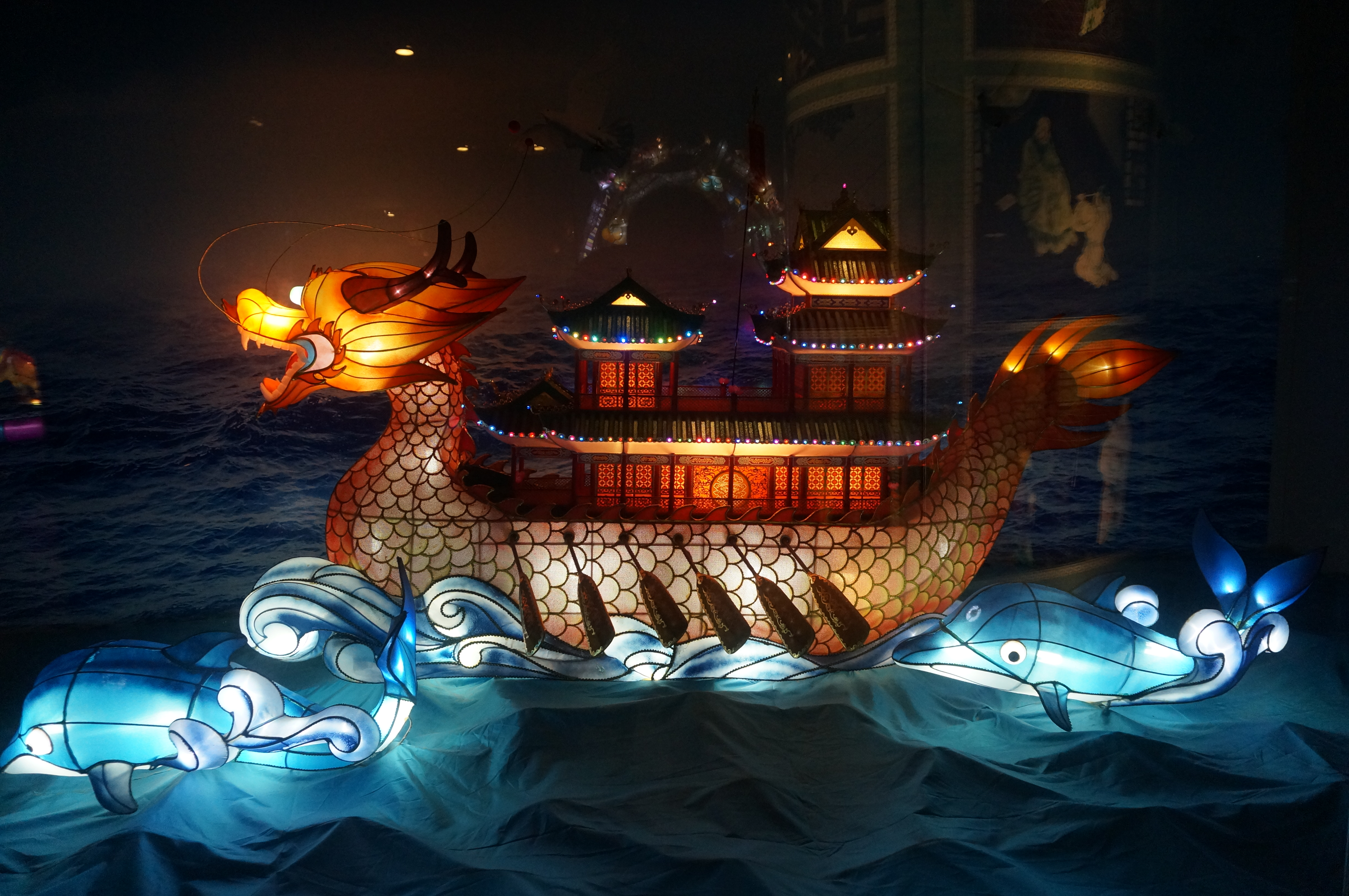
硤石燈彩

在中華人民共和國，以花燈為個人職業，在各省的稱呼都不同。在自貢以花燈為個人職業的人被一般大眾尊稱為燈眼，而年資久的被尊稱為老燈眼。
中華人民共和國各個省有自己的花燈，如：硖石灯彩、高安燈彩、秀山花燈、吉安燈彩、石城燈彩、連平忠信花燈；還有各個省自己特色的燈會，如：洛陽宮燈、豫園燈會、金陵燈會、自貢燈會、泮村燈會。
在花燈上，常常可以見到中國傳統文化的吉祥圖案，這些在花燈上的圖案都隱藏的特別且正面的意涵。如：瓶子象徵平安。作者期許來觀賞花燈的遊客們在往後的一整年都能平安。
除了花燈，還有花燈舞蹈，這是中華人民共和國特有的文化。還有跟花燈有關的中國文學、連續劇：

#### 詩
- 宋朝•向子諲《鷓鴣天》

紫禁煙花一萬重，
鰲山宮闕隱晴空。
玉皇端拱彤雲上，
人物嬉遊陸海中。
- 宋朝•辛棄疾《青玉案·元夕》

#### 連續劇
有使用花燈作為素材的連續劇：
- 《長安十二時辰》[18]。

#### 電視劇
- 三千鴉殺-電視劇角色傅九雲、小川在劇中一起做兔子花燈。

#### 電影
- 妖貓傳-電影中的妓院胡玉樓有很多魚花燈。

### 韓國
在韓國，每年都會在晉州南江舉辦晉州南江流燈節（진주남강유등축제），在節日中，會在南江上漂放流燈、許願燈、大型水上花燈。
首爾燈節（서울빛초롱축제），每年11月的第一個星期五到第三個星期日舉辦，在首爾清溪川展出花燈，為期3週。

### 日本
在日本，有些地方每年都會定期舉辦燈會，如：長崎燈會，或者舉辦花燈的比賽
，如：青森睡魔祭。
- 京都燈雪節（日語：京都イルミエール）活動期間：10月底到4月初，舉辦地點：京都府南丹市

### 越南
在越南，每年於中秋節時會舉辦提燈籠賞花燈的慶典，尤以宣光市的花燈節和會安市的燈籠節最富盛名。

### 新加坡
在每年新加坡的中秋節，都可以看到巨型的花燈
。

## 相關新聞
- 2020台灣燈會各燈區招標，台中觀旅局廣發英雄帖[22]。